# Éric Morisse
Pour les articles homonymes, voir Morisse.

a Compétitions nationales et continentales officielles uniquement.

Éric Morisse est un joueur de rugby à XV français né le 16 juillet 1967 à Decazeville et mort le 29 octobre 1995 à La Rochelle, victime d'un malaise cardiaque au cours d'un match entre son équipe du SBUC et l'Atlantique stade rochelais.

## Carrière
Encore cadet, il participe au tournoi international à Lyon « Champion de France Cadet ». Meilleur marqueur d'essai du championnat de deuxième division de la saison 1988/1989, il rejoint à l'issue de celle-ci le Stade bordelais université club (SBUC), équipe avec laquelle il est promu en première division au cours de la saison 1990-1991. Après avoir fini pendant les trois premières saisons la première phase de poule en position de dernier non-relégable, le SBUC se donne un peu plus de marge au cours de la saison 1993-1994, finissant cinquième sur huit avec un bilan de 8 victoires pour 6 défaites. Mais à la suite d'un nouveau resserrement de l'élite, qui passe de 32 à 20 clubs, le SBUC est malgré tout relégué l'année suivante.
C'est donc dans le cadre du championnat de deuxième division que se tient l'année suivante la réception du SBUC par l'Atlantique stade rochelais. Au cours du match, Éric Morisse meurt prématurément d'une crise cardiaque, le dimanche 29 octobre 1995, à l'âge de 28 ans.

## Postérité
Une association portant son nom a été créée en 1995. Elle a organisé chaque année entre 1995 et 2007 un challenge de rugby à 7. Depuis 2008, le tournoi est organisé par le Sporting Club decazevillois,.